# World Athletics Relays 2024 - Staffetta 4×400 metri mista
Alle World Athletics Relays 2024, la staffetta 4×400 metri mista si è svolta tra il 4 e il 5 maggio presso il Thomas Robinson Stadium a Nassau, Bahamas.

## Risultati

### Primo turno di qualificazione olimpica
Il primo turno di qualificazione olimpica si è svolto il 4 maggio a partire dalle 19:04. Le prime due squadre di ogni batteria si qualificano ai Giochi della XXXIII Olimpiade (OQ) e alla finale delle World Athletics Relays (Q).

#### Batteria 1
La prima batteria si è corsa alle ore 19:04.
| Posizione | Paese           | Atleti                                                                                            | Tempo   | Note                                     |
| --------- | --------------- | ------------------------------------------------------------------------------------------------- | ------- | ---------------------------------------- |
| 1         | Paesi Bassi     | Isayah Boers Lieke Klaver Isaya Klein Ikkink Femke Bol                                            | 3'12"16 | OQ (Q)                                   |
| 2         | Rep. Dominicana | Alexander Ogando Anabel Medina Ventura Yeral Nuñez Marileidy Paulino                              | 3'14"39 | Q (OQ)                                   |
| 3         | Giamaica        | Roshawn Clarke Leah Anderson Rusheen McDonald Janieve Russell                                     | 3'14"83 | Miglior prestazione personale stagionale |
| 4         | Bahamas         | Alonzo Russell Shaunae Miller-Uibo Steven Gardiner Shania Adderley                                | 3'14"86 | Miglior prestazione personale stagionale |
| 5         | Germania        | Marvin Schlegel Alica Schmidt Jean Paul Bredau Johanna Martin                                     | 3'16"74 | Miglior prestazione personale stagionale |
| 6         | Colombia        | Jhon Alejandro Perlaza Jennifer Padilla Gonzalez Nicolas Salinas Sefair Lina Esther Licona Torres | 3'21"07 |                                          |
| 7         | Brasile         | Tiago Lemes da Silva Gabriela Aline Grunow Douglas Hernandes Mendes Tabata Vitorino               | 3'28"01 | Miglior prestazione personale stagionale |

#### Batteria 2
La seconda batteria si è corsa alle ore 19:16.
| Posizione | Paese       | Atleti                                                                  | Tempo   | Note                                     |
| --------- | ----------- | ----------------------------------------------------------------------- | ------- | ---------------------------------------- |
| 1         | Stati Uniti | Matthew Boling Lynna Irby-Jackson Ryan Willie Kendall Ellis             | 3'11"52 | Q (OQ)                                   |
| 2         | Nigeria     | Samuel Ogaz Ella Onojuvwevwo Chidi Okezie Esther Elo Joseph             | 3'13"79 | Q (OQ)                                   |
| 3         | Sudafrica   | Mthi Mthimkulu Shirley Nekhubui Antonie Matthys Nortje Zenéy Geldenhuys | 3'15"95 |                                          |
| 4         | Ungheria    | Attila Molnár Sára Mátó Patrik Simon Enyingi Janka Molnár               | 3'16"80 | Miglior prestazione personale stagionale |
| 5         | Italia      | Riccardo Meli Anna Polinari Lapo Bianciardi Alessandra Bonora           | 3'16"88 | Miglior prestazione personale stagionale |
| 6         | India       | Rajesh Ramesh Rupal Avinash Krishna Kumar Jyothika Sri Dandi            | 3'20"36 |                                          |
| -         | Bahrein     | Musa Isah Kemi Adekoya Abbas Yusuf Ali Salwa Eid Naser                  | dnf     |                                          |

#### Batteria 3
La terza batteria si è corsa alle ore 19:27.
| Posizione | Paese         | Atleti                                                                    | Tempo   | Note                                     |
| --------- | ------------- | ------------------------------------------------------------------------- | ------- | ---------------------------------------- |
| 1         | Irlanda       | Cillin Greene Rhasidat Adeleke Thomas Barr Sharlene Mawdsley              | 3'12"50 | Q (OQ)                                   |
| 2         | Belgio        | Jonathan Sacoor Imke Vervaet Christian Iguacel Camille Laus               | 3'13"18 | Q (OQ)                                   |
| 3         | Gran Bretagna | Brodie Young Ama Pipi Charles Dobson Laviai Nielsen                       | 3'13"52 | Miglior prestazione personale stagionale |
| 4         | Svizzera      | Ricky Petrucciani Giulia Senn Lionel Spitz Annina Fahr                    | 3'14"47 | Miglior prestazione personale stagionale |
| 5         | Spagna        | David García Blanca Hervas Julio Arenas Carmen Avilés                     | 3'15"47 | Miglior prestazione personale stagionale |
| 6         | Guyana        | Malachi Austin Aliyah Abrams Daniel Williams Tianna Springer              | 3'17"31 | Miglior prestazione personale            |
| 7         | Portogallo    | João Coelho Fatoumata Binta Diallo Ricardo dos Santos Cátia Azevedo       | 3'17"56 | Miglior prestazione personale stagionale |
| 8         | Kenya         | Kennedy Kimeu Muthoki Mercy Chebet Kevin Kipkorir Maureen Nyatichi Thomas | 3'19"90 |                                          |

#### Batteria 4
La quarta batteria si è corsa alle ore 19:37.
| Posizione | Paese     | Atleti                                                                    | Tempo   | Note                                     |
| --------- | --------- | ------------------------------------------------------------------------- | ------- | ---------------------------------------- |
| 1         | Polonia   | Maksymilian Szwed Iga Baumgart-Witan Kajetan Duszyńsk Natalia Kaczmarek   | 3'13"53 | Q (OQ)                                   |
| 2         | Francia   | Thomas Jordier Amandine Brossier Gilles Biron Louise Maraval              | 3'14"71 | Q (OQ)                                   |
| 3         | Ucraina   | Oleksandr Pohorilko Tetyana Melnyk Danylo Danylenko Anna Ryzhykova        | 3'15"70 | Miglior prestazione personale stagionale |
| 4         | Rep. Ceca | Vít Müller Tereza Petržilková Patrik Šorm Lada Vondrová                   | 3'16"56 | Miglior prestazione personale stagionale |
| 5         | Canada    | Tyler Floyd Lauren Gale Callum Robinson Madeline Price                    | 3'16"65 | Miglior prestazione personale stagionale |
| 6         | Botswana  | Busang Kebinatshipi Lydia Jele Anthony Pesela Obakeng Kamberuka           | 3'18"48 |                                          |
| 7         | Giappone  | Takuho Yoshizu Nanako Matsumoto Kenki Imaizumi Yuna Iwata                 | 3'20"92 |                                          |
| -         | Messico   | Valente Mendoza Mariana Gancedo Ontaneda Luis Avilés Ferreiro Paola Morán | dq      |                                          |

### Secondo turno di qualificazione olimpica
Il secondo turno di qualificazione olimpica si è svolto il 5 maggio a partire dalle 19:05. Le prime due squadre di ogni batteria si qualificano ai Giochi della XXXIII Olimpiade (OQ), ma non alla finale delle World Athletics Relays.

#### Batteria 1
La prima batteria si è corsa alle ore 19:05.
| Posizione | Paese     | Atleti                                                             | Tempo   | Note                                     |
| --------- | --------- | ------------------------------------------------------------------ | ------- | ---------------------------------------- |
| 1         | Bahamas   | Steven Gardiner Shania Adderley Alonzo Russell Shaunae Miller-Uibo | 3'12"81 | (OQ)                                     |
| 2         | Giamaica  | Zandrion Barnes Leah Anderson Roshawn Clarke Janieve Russell       | 3'14"49 | (.489) (OQ)                              |
| 3         | Sudafrica | Mthi Mthimkulu Shirley Nekhubui Lythe Pillay Zenéy Geldenhuys      | 3'15"96 |                                          |
| 4         | Giappone  | Kentaro Sato Fuka Idoabigail Kenki Imaizumi Yuna Iwata             | 3'16"02 | Miglior prestazione personale stagionale |
| 5         | Guyana    | Daniel Williams Tianna Springer Malachi Austin Aliyah Abrams       | 3'17"65 |                                          |
| 6         | Bahrein   | Abbas Yusuf Ali Kemi Adekoya Abbas Abubakar Abbas Salwa Eid Naser  | 3'18"21 | Miglior prestazione personale stagionale |
| 7         | Ungheria  | Patrik Simon Enyingi Fanni Rapai Attila Molnár Janka Molnár        | 3'18"78 |                                          |
| -         | Brasile   |                                                                    | dns     |                                          |

#### Batteria 2
La seconda batteria si è corsa alle ore 19:15.
| Posizione | Paese     | Atleti                                                                  | Tempo   | Note                                     |
| --------- | --------- | ----------------------------------------------------------------------- | ------- | ---------------------------------------- |
| 1         | Germania  | Manuel Sanders Alica Schmidt Emil Agyekum Johanna Martin                | 3'13"85 | (OQ)                                     |
| 2         | Svizzera  | Ricky Petrucciani Annina Fahr Lionel Spitz Giulia Senn                  | 3'14"12 | (OQ)                                     |
| 3         | Canada    | Michael Roth Lauren Gale Callum Robinson Madeline Price                 | 3'14"66 | Miglior prestazione personale            |
| 4         | Italia    | Lapo Bianciardi Anna Polinari Riccardo Meli Alice Mangione              | 3'16"47 | Miglior prestazione personale stagionale |
| 5         | Kenya     | Kevin Kipkorir Mercy Chebet Brian Onyari Tinega Maureen Nyatichi Thomas | 3'18"76 |                                          |
| -         | Rep. Ceca |                                                                         | dns     |                                          |
| -         | India     |                                                                         | dns     |                                          |

#### Batteria 3
La terza batteria si è corsa alle ore 19:27.
| Posizione | Paese         | Atleti                                                                                            | Tempo   | Note                                     |
| --------- | ------------- | ------------------------------------------------------------------------------------------------- | ------- | ---------------------------------------- |
| 1         | Gran Bretagna | Brodie Young Laviai Nielsen Charles Dobson Nicole Yeargi                                          | 3'12"99 | (OQ)                                     |
| 2         | Ucraina       | Oleksandr Pohorilko Tetyana Melnyk Danylo Danylenko Anna Ryzhykova                                | 3'14"49 | (.490) (OQ)                              |
| 3         | Spagna        | David García Blanca Hervas Julio Arenas Berta Segura                                              | 3'15"11 | Miglior prestazione personale stagionale |
| 4         | Botswana      | Anthony Pesela Obakeng Kamberuka Boitumelo Masilo Lydia Jele                                      | 3'16"39 | l                                        |
| 5         | Portogallo    | João Coelho Cátia Azevedo Omar Elkhatib Fatoumata Binta Diallo                                    | 3'17"03 | Miglior prestazione personale stagionale |
| 6         | Messico       | Luis Avilés Ferreiro Mariana Gancedo Ontaneda Alejandro Diaz Paola Morán                          | 3'19"81 |                                          |
| 7         | Colombia      | Nicolas Salinas Sefair Lina Esther Licona Torres Jhon Alejandro Perlaza Jennifer Padilla Gonzalez | 3'21"29 |                                          |

### Finale
La finale si è disputata a partire dalle ore 21:42 del 5 maggio.
| Pos. | Paese           | Atleti                                                                 | Tempo   | Note                                     |
| ---- | --------------- | ---------------------------------------------------------------------- | ------- | ---------------------------------------- |
| 1    | Stati Uniti     | Matthew Boling Lynna Irby-Jackson Willington Wright Kendall Ellis      | 3'10"73 | Record dei campionati                    |
| 2    | Paesi Bassi     | Isayah Boers Lieke Klaver Isaya Klein Ikkink Femke Bol                 | 3'11"45 | Miglior prestazione personale stagionale |
| 3    | Irlanda         | Cillin Greene Rhasidat Adeleke Thomas Barr Sharlene Mawdsley           | 3'11"53 | Record nazionale                         |
| 4    | Nigeria         | Samuel Ogazi Ella Onojuvwevwo Chidi Okezie Esther Elo Joseph           | 3'12"82 | Record africano                          |
| 5    | Rep. Dominicana | Erick Joel Sánchez Anabel Medina Ventura Yeral Nuñez Marileidy Paulino | 3'16"68 |                                          |
| 6    | Francia         | Yann Spillmann Amandine Brossier Loïc Prevot Louise Maraval            | 3'17"38 |                                          |
| -    | Belgio          | Florent Mabille Imke Vervaet Christian Iguacel Camille Laus            | dq      |                                          |
| -    | Polonia         |                                                                        | dns     |                                          |